# Vicariato apostólico de Zamora
El vicariato apostólico de Zamora (en latín: Vicariatus Apostolicus Zamorensis in Aequatoria) es una circunscripción eclesiástica de la Iglesia católica en Ecuador. Se trata de un vicariato apostólico latino, inmediatamente sujeto a la Santa Sede. Desde el 17 de noviembre de 2020 su vicario apostólico es el obispo Jaime Oswaldo Castillo Villacrés.

## Territorio y organización
El vicariato apostólico tiene 10 556 km² y extiende su jurisdicción sobre los fieles católicos de rito latino residentes en la provincia de Zamora Chinchipe.
La sede del vicariato apostólico se encuentra en la ciudad de Zamora, en donde se halla la Catedral de Nuestra Señora del Carmen.
En 2022 en el vicariato apostólico existían 42 parroquias.

## Historia
El vicariato apostólico de Zamora fue erigido el 17 de febrero de 1893 obteniendo el territorio del vicariato apostólico de Napo.
En 1897 los misioneros franciscanos a quienes se había confiado el vicariato apostólico se retiraron de la región. Sólo pudieron volver allí en 1921. A partir de 1923 la situación del vicariato adquirió una estructura estable, con el nombramiento de un administrador apostólico por la Santa Sede. Gracias a la presencia de veinte familias cristianas, se utilizó como capilla un chozón, una choza circular con techo de paja. Ya en 1925, con la ayuda del Gobierno ecuatoriano, se logró construir un convento de mampostería. En 1930 ya había cuarenta familias cristianas, para un total de unas 200 personas, más 55 trabajadores residentes temporales.
En 1939 se inauguró la primera iglesia parroquial, en 1942 la población católica ascendía a 3000 personas. Las monjas franciscanas se ocuparon de cuatro escuelas primarias, con cuatro dormitorios para escolares, tres dispensarios y una escuela de formación profesional.
En 1949 el vicario Manuel Moncayo construyó la actual catedral y erigió nuevas parroquias con curas residentes.
En la década de 1980 el territorio del vicariato se dividió en 4 zonas pastorales (Norte, Cinturón, Zamora, Chinchipe) y la actividad pastoral tomó un carácter orgánico en todo el vicariato. Esta actividad se fortaleció en la década de 2000 con el establecimiento de nuevas estructuras: un hospicio para ancianos, una clínica, dos estaciones de radio y una estación de televisión.

## Estadísticas
Según el Anuario Pontificio 2023 el vicariato apostólico tenía a fines de 2022 un total de 99 356 fieles bautizados.
| Año                                                                             | Población            | Población | Población      | Sacerdotes | Sacerdotes    | Sacerdotes    | Bautizados por sacerdote | Diáconos permanentes | Religiosos | Religiosos | Parroquias |
| Año                                                                             | Bautizados católicos | Total     | % de católicos | Total      | Clero secular | Clero regular | Bautizados por sacerdote | Diáconos permanentes | Varones    | Mujeres    | Parroquias |
| ------------------------------------------------------------------------------- | -------------------- | --------- | -------------- | ---------- | ------------- | ------------- | ------------------------ | -------------------- | ---------- | ---------- | ---------- |
| 1950                                                                            | 1200                 | 10 000    | 12.0           | 6          |               | 6             | 200                      |                      | 13         | 18         | 5          |
| 1966                                                                            | 16 435               | 17 065    | 96.3           | 13         |               | 13            | 1264                     |                      | 17         | 18         | 10         |
| 1970                                                                            | 21 100               | 22 100    | 95.5           | 12         |               | 12            | 1758                     |                      | 15         | 20         |            |
| 1976                                                                            | 36 000               | 36 505    | 98.6           | 12         | 1             | 11            | 3000                     |                      | 15         | 27         | 12         |
| 1980                                                                            | 44 500               | 45 500    | 97.8           | 6          | 1             | 5             | 7416                     |                      | 7          | 34         | 10         |
| 1990                                                                            | 54 300               | 55 300    | 98.2           | 15         | 5             | 10            | 3620                     |                      | 14         | 56         | 31         |
| 1999                                                                            | 105 828              | 108 966   | 97.1           | 16         | 9             | 7             | 6614                     | 1                    | 7          | 53         | 16         |
| 2000                                                                            | 100 700              | 106 000   | 95.0           | 19         | 12            | 7             | 5300                     | 1                    | 7          | 40         | 17         |
| 2001                                                                            | 105 828              | 120 966   | 87.5           | 18         | 10            | 8             | 5879                     | 1                    | 8          | 51         | 20         |
| 2002                                                                            | 119 374              | 121 546   | 98.2           | 19         | 9             | 10            | 6282                     | 1                    | 14         | 61         | 20         |
| 2003                                                                            | 115 000              | 120 000   | 95.8           | 28         | 21            | 7             | 4107                     |                      | 11         | 55         | 25         |
| 2004                                                                            | 117 100              | 122 300   | 95.7           | 22         | 14            | 8             | 5322                     |                      | 10         | 55         | 21         |
| 2010                                                                            | 113 000              | 125 000   | 90.4           | 26         | 19            | 7             | 4346                     |                      | 10         | 50         | 20         |
| 2014                                                                            | 120 400              | 133 000   | 90.5           | 22         | 12            | 10            | 5472                     |                      | 12         | 52         | 21         |
| 2017                                                                            | 94 374               | 107 964   | 87.4           | 32         | 20            | 12            | 2949                     |                      | 14         | 32         | 42         |
| 2020                                                                            | 98 345               | 110 108   | 89.3           | 26         | 18            | 8             | 3782                     | 2                    | 18         | 31         | 42         |
| 2022                                                                            | 99 356               | 114 891   | 86.5           | 26         | 20            | 6             | 3821                     |                      | 10         | 32         | 42         |
| Fuente: Catholic-Hierarchy, que a su vez toma los datos del Anuario Pontificio. |                      |           |                |            |               |               |                          |                      |            |            |            |

## Episcopologio
- Luis Torra, O.F.M. † (agosto de 1892-?)
  - Antonio María Issasi, O.F.M. † (8 de enero de 1922-23 de septiembre de 1931) (administrador apostólico)
  - Juan González Medina, O.F.M. † (12 de enero de 1933-1940) (administrador apostólico)
  - Pedro Regalado Oñate, O.F.M. † (22 de abril de 1941-10 de noviembre de 1949) (administrador apostólico)
  - Manuel Moncayo, O.F.M. † (5 de diciembre de 1949-28 de febrero de 1959) (administrador apostólico)
  - Jorge Francisco Mosquera Barreiro, O.F.M. † (16 de marzo de 1959-21 de abril de 1964 nombrado vicario apostólico) (administrador apostólico)
- Jorge Francisco Mosquera Barreiro, O.F.M. † (21 de abril de 1964-10 de septiembre de 1982 renunció)
- Serafín Luis Alberto Cartagena Ocaña, O.F.M. (10 de septiembre de 1982-1 de febrero de 2003 retirado)
- Fausto Gabriel Trávez Trávez, O.F.M. (1 de febrero de 2003-27 de marzo de 2008 nombrado obispo de Babahoyo)
- Walter Jehowá Heras Segarra, O.F.M. (25 de marzo de 2009-31 de octubre de 2019 nombrado obispo de Loja)[nota 2]
- Jaime Oswaldo Castillo Villacrés, desde el 17 de noviembre de 2020